# ノースウエスト・エアリンク5719便墜落事故
ノースウエスト・エアリンク5719便墜落事故（ノースウエスト・エアリンク5719びんついらくじこ）は、1993年12月1日にアメリカ合衆国・ミネソタ州のミネアポリス・セントポール国際空港から同州チザム・ヒビング空港を経由して同州フォールズ国際空港へ向かっていたノースウエスト・エアリンク5719便が墜落した事故である。
5719便はエクスプレス・エアラインズIIがノースウエスト・エアリンクとして運航していて、当日の機材はジェットストリーム 31だった。
途中経由地のチザム・ヒビング空港への最終進入中に木々に接触し、空港のすぐ東にある2つの尾根に墜落して2人の乗員を含む18名全員が死亡した。

## 当日の5719便

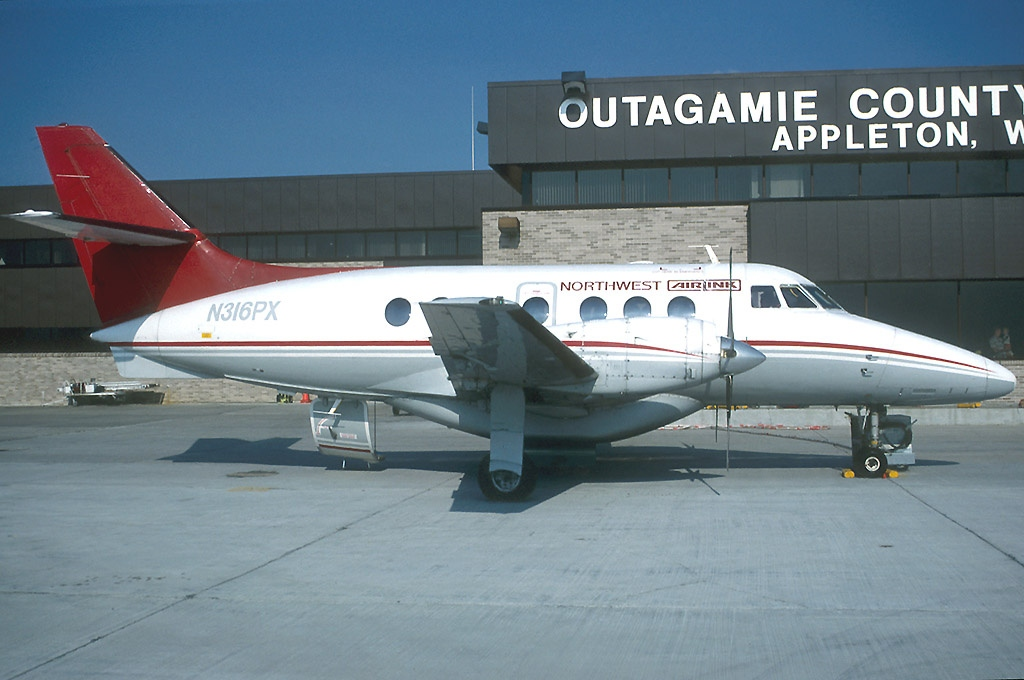
同型機のハンドレページ ジェットストリーム31

- 使用機材：ブリティッシュ・エアロスペース ジェットストリーム 31（機体記号：N334PX）[3]
- 乗員
  - 機長：42歳 男性
  - 副操縦士：25歳 男性
- 乗客：16名

副操縦士は65時間の飛行経験があった。墜落時には機長が操縦し、副操縦士は計器のモニターや無線交信などを担当していた。機長は、1988年、1992年、1993年の初めの習熟度テストに合格しなかったが、1993年11月に合格していた。

## 事故の経緯
5719便は40分以上遅れてミネアポリスから離陸した。着陸灯の電球交換をしたため、ミネアポリスへの到着が遅れたためだった。また、過積載により乗客を1人降ろさなければならなかったため、さらに遅れた。
墜落の瞬間まで5719便に異常はなく、遭難信号は一度も送信されなかった。5719便は、チザム・ヒビング空港の滑走路31への着陸許可を受けたが、追い風や降雨などの気象状況により滑走路13への進入を要請した。クルーはHIB VORのHIB 20 DMEアークを受信し、8,000フィート (2,400 m)でローカライザーをインターセプトし、着陸手順を開始した。しかし、通常より降下の開始が遅れ、降下率が普段よりも大きくなった。5719便は毎分2,250フィート (690 m)で降下していった。ジェットストリーム 31には、対地接近警報装置が搭載されていなかった。
5719便は最低降下高度を下回って降下し続けた。機体は634フィート (193 m)で木の頂上に接触し、逆さまになりながら2つの尾根に墜落した。

## 事故原因
当初は着氷が墜落の原因と考えられていたが、後にNTSBは事故要因から外した。墜落の原因は高度の確認不足だった。着陸進入中に最低降下高度を下回ったため墜落した。
機長は会社の手続きに従い、チェックリストに細心の注意を払っていたと言われていたが、3人の副操縦士は機長は有能だが態度が威圧的、挑発的だと話した。機長は怒って副操縦士のヘッドフォンを一度叩いていると非難されていた。機長の態度はNTSBによっても指摘された。
NTSBの最終報告書（NTSB/AAR-94/05）では、ノースウエスト・エアリンク5719便の墜落原因は「機長の態度による、クルー・リソース・マネジメントの欠如、航空会社がこのような問題に対応しなかったこと、連邦航空局の管理体制の不足」としている。

## 映像化
- メーデー!:航空機事故の真実と真相 第15シーズン第1話「Killer  Attitude」

## 類似事故
クルーリソースマネジメントの欠如による航空事故の例
- 英国欧州航空548便墜落事故 - 1972年6月18日。ヒースロー空港からブリュッセル空港に向かっていた英国欧州航空の定期便が離陸上昇中に墜落。原因はパイロットエラーの他、コックピット内の人間関係が破綻していたことが判明している。
- テネリフェ空港ジャンボ機衝突事故 - 1977年3月27日、テネリフェ島の空港の滑走路上で二機のボーイング747が衝突し、583名が死亡する航空史上最悪の惨事となった。空港の設備が旧式であったことや、悪天候などに加え、今で言うクルーリソースマネジメント（CRM）の欠如が事故原因の一つになった。イースタン航空401便墜落事故、及びユナイテッド航空173便燃料切れ墜落事故の事故例と並び、世界中でCRMを乗務員の訓練に取り入れる契機となった。
- 大韓航空8509便墜落事故 - 1999年12月22日。スタンステッド空港を離陸したばかりの大韓航空の貨物機がエセックス州の森に墜落した。事故機は機長席側の人工水平儀に不具合があった他、機長が出発前に些細なミスを犯した副操縦士に対して罵詈雑言を浴びせていたことが事故に繋がったとされている。離陸後、航空機関士（恐らくは副操縦士も）が人工水平儀の故障に気付いたが、副操縦士は萎縮しており、機体のコントロールを取り戻す事なく墜落した。
- ケニア航空507便墜落事故 - 2007年5月5日。カメルーンのドゥアラ国際空港を離陸後、ケニア航空のボーイング737-800が墜落。夜間で悪天候の中での離陸だったため、機長が空間識失調に陥り、不適切な操縦を行なったことに加えて、機長がこの直前のアビジャン-ドゥアラ間でのフライト時に副操縦士を罵倒するような不適切な言葉での指導を行なったために、副操縦士が萎縮。緊急事態時にも乗員同士の不仲が影響して墜落に至ったものとされている。